# Gary Vaynerchuk
Gary Vaynerchuk, più noto come Gennady Vaynerchuk (in russo Гари (Геннадий) Вайнерчук?; Babruysk, 14 novembre 1975), è un informatico e imprenditore statunitense, nominato quattro volte autore di bestseller dal New York Times, conferenziere e personalità Internet di fama internazionale.
Noto inizialmente come importante esperto enologo che ha sviluppato l’azienda di famiglia dedicata alla vendita di vini e liquori portandone il valore da $3 milioni a $60 milioni, Vaynerchuk è più noto per il suo ruolo di pioniere nel web marketing e nei social media, alla guida delle aziende VaynerMedia e VaynerX, con sede a New York.
Vaynerchuk è un angel investor o consulente di Uber, Birchbox, Snapchat, Facebook, Twitter e Tumblr, per citarne solo alcune. È un importante relatore di conferenze globali incentrate sull’imprenditoria e la tecnologia.
Nel 2018, il patrimonio personale di Gary Vaynerchuk è stimato essere circa $160 milioni.

## I primi anni
Nato nell’Unione Sovietica, Vaynerchuk si trasferisce negli Stati Uniti nel 1978, dopo la firma da parte dell’Unione Sovietica degli accordi SALT I, che consentivano agli ebrei sovietici di lasciare il Paese in cambio di grano americano. Gary si stabilisce con otto membri della famiglia in un mini appartamento nel quartiere di Queens, New York. Dopo aver vissuto nel Queens, Vaynerchuk si trasferisce con la famiglia a Edison, New Jersey, dove gestisce un franchising di chioschi di limonata e guadagna migliaia di dollari comprando e vendendo figurine da baseball durante i weekend. All’età di 14 anni, inizia a lavorare nel negozio di vini e liquori della sua famiglia. Nel 1998 Vaynerchuk si laurea presso Mount Ida College a Newton, Massachusetts.

## Carriera

### Biblioteca enologica
Dopo la laurea, conseguita nel 1999, Vaynerchuk prende in mano le redini di Shopper's Discount Liquors, il negozio di vini e liquori del padre a Springfield, New Jersey, ribattezzandolo Wine Library e lanciandone l’attività online. Nel 2006 parte l’iniziativa Wine Library TV, un webcast giornaliero dedicato all’enologia.
Grazie a una combinazione di e-commerce, marketing via email e offerte promozionali, Vaynerchuk sviluppa l’azienda portandone il fatturato annuale da $3 milioni a $60 milioni entro il 2005. Nell’agosto 2011, Vaynerchuk annuncia di lasciare l’azienda di famiglia per fondare VaynerMedia, l’agenzia digitale co-fondata con il fratello nel 2009.

### VaynerMedia
Nel 2009, Gary e il fratello AJ Vaynerchuk fondano VaynerMedia, un’agenzia digitale incentrata sui social media. La società fornisce servizi strategici e di social media a società Fortune 500 come General Electric, Anheuser-Busch, Mondelez e PepsiCo. Nel 2015, VaynerMedia è stata nominata una delle principali agenzie di AdAge. Con 600 dipendenti nel 2016, VaynerMedia ha registrato un fatturato pari a $100 milioni. La società ha inoltre collaborato con Vimeo per collegare brand e registi per la produzione di contenuti digitali.

### The Gallery
Nel 2017 The Wall Street Journal annuncia la creazione da parte di Vaynerchuk di The Gallery, una nuova azienda che comprende PureWow a seguito dell’acquisizione da parte di Vaynerchuk and RSE Ventures e di altre società mediatiche e di contenuti creativi. PureWow Il CEO Ryan Harwood è il direttore generale di The Gallery. Marketing Dive, una società affiliata all’agenzia digitale VaynerMedia, ha così commentato l’acquisizione di PureWow: "unire le forze con VaynerMedia dà accesso a maggiori capacità video grazie ai team e alle risorse interne all’azienda."

## Investimenti
Tra i vari investimenti personali di Vaynerchuk come angel investor spicca PureWow, il sito dedicato al mondo femminile, acquisito nel 2017. Egli ha inoltre investito in Uber, Facebook, Twitter, Venmo e dozzine di altre startup.

### VaynerRSE
Dopo essere uscito da Tumblr e Buddy Media, Vaynerchuk ha lanciato VaynerRSE come un fondo di investimenti da $25 milioni con RSE Ventures' Matt Higgins e con il sostegno di Stephen Ross, patron dei Miami Dolphins. Il fondo è incentrato sulla tecnologia per consumatori e funziona da incubatore oltre al tradizionale angel investing.

### BRaVe Ventures
Nel 2014, Vaynerchuk si associa agli imprenditori di social TV Jesse Redniss e David Beck per creare BRaVe Ventures. L’azienda offre consulenza a reti televisive sulla tecnologia emergente, finanzia e incuba startup e tecnologie emergenti dedicate ai multi-screen e ai social network. Nel novembre 2016 Variety ha annunciato l’acquisizione da parte di Turner Broadcasting System dell’attività di consulenza di BRaVe Ventures per sviluppare le attività e la strategia dei suoi marchi principali, TBS e TNT.

### VaynerSports
Nel 2016, Vaynerchuk investe nell’agenzia sportiva Symmetry per creare VaynerSports e fornire servizi completi di rappresentazione di atleti. Nel 2017, VaynerSports ha siglato un accordo con draft participant dell’NFL fra cui Jalen Reeves Maybin e Jon Toth.

## Media

### Planet of the Apps
Nel febbraio 2017, Apple e Propagate hanno annunciato il lancio di Planet of the Apps, una serie di reality televisiva con un cast ricorrente che comprende Vaynerchuk, will.i.am e Gwyneth Paltrow. Descritto come un misto di Shark Tank e American Idol, nel programma Vaynerchuk e la sua squadra valutano le proposte di sviluppatori di app a caccia di investitori. Il cast della serie si è associato a Product Hunt in un tour che ha fatto tappa ad Austin, San Francisco, Los Angeles e New York.

### DailyVee
DailyVee è una serie giornaliera di video documentari trasmessi su YouTube che seguono le vicende della vita quotidiana di Vaynerchuk nei suoi ruoli di padre, businessman e direttore generale. Lanciato nel 2015, il programma presenta registrazioni live di Vaynerchuk che intervista altri personaggi e trasmette incontri con gli investitori e sessioni strategiche presso VaynerMedia. Nella serie, Vaynerchuk implementa strategie di social media, soprattutto mediante Snapchat per dimostrare il marketing sui social media.

### The #AskGaryVee Show
Nel 2014, Vaynerchuk lancia The #AskGaryVee Show su YouTube, con il suo team personale di produzione di contenuti. Nel programma, Vaynerchuk esamina domande provenienti da Twitter e Instagram e risponde in modo originale e spontaneo. Le domande riguardano solitamente temi di imprenditoria, famiglia e lavoro e sono filtrate dal team di produzione anche se non vengono mostrate a Vaynerchuk fino alla registrazione del programma stesso. The AskGaryVee Show ha ispirato il quarto libro di Vaynerchuk, AskGaryVee: One Entrepreneur's Take on Leadership, Social Media, and Self-Awareness.

### Wine Library TV
Dal 2006 al 2011, Vaynerchuk presenta un video blog su YouTube intitolato Wine Library TV (WLTV o The Thunder Show), incentrato su recensioni, assaggi e consigli nell’ambito dei vini. Il programma viene lanciato nel febbraio 2006 e prodotto ogni giorno presso il negozio Wine Library di Springfield, New Jersey. Vaynerchuk appare sulla copertina del numero di dicembre 2008 di Mutineer Magazine, inaugurando la serie "Mutineer Interview". Fra le celebrità intervistate: Jancis Robinson, Heidi Barrett, Kevin Rose, Timothy Ferriss, Jim Cramer di Mad Money (CNBC), Wayne Gretzky, e Dick Vermeil.
Nel 2011, giunto alla puntata n. 1000, Vaynerchuk chiude il programma e lo sostituisce con un video podcast, The Daily Grape. Nell’agosto 2011, Vaynerchuk annuncia al Daily Grape il suo ritiro dal video blog a tema enologico.

### Wine & Web
Nel 2010, Vaynerchuk lancia Wine & Web sulla radio satellitare Sirius XM. La programmazione abbina assaggi di vini nuovi in un segmento “Wine of the Week”, mentre il segmento “Web of the Week” è dedicato alla rassegna di gadget, trend e startup.

## Editoria

### Crush It!
Nel marzo 2009, Vaynerchuk firma un contratto per 10 libri con HarperStudio del valore di oltre $1.000.000 e pubblica il primo libro, Crush It! Why Now is the Time to Cash in on your Passion, nell’ottobre 2009. Nelle prime settimane dalla pubblicazione, Crush It! balza al primo posto nella classifica Amazon Best Seller per la categoria Web Marketing. Si posiziona inoltre al secondo posto nella classifica dei bestseller per la categoria Hardcover Advice (copertina rigida, consulenza) redatta dal New York Times e nella classifica a cura del Wall Street Journal. Di Crush It! hanno pubblicato recensioni ReadWrite, CBS, e Psychology Today. Crush It! è stato inoltre uno dei primi libri pubblicati sulla piattaforma Vook.

### The Thank You Economy
Nel 2011, il secondo libro di Vaynerchuk, The Thank You Economy, si posiziona al secondo posto nella classifica dei bestseller per la categoria Hardcover Advice (copertina rigida, consulenza) a cura del New York Times. The Thank You Economy esplora le cifre e i fattori “soft” alla base dei rapporti di successo fra aziende e consumatori.

### Jab, Jab, Jab, Right-Hook
Il 2013 vede la pubblicazione del terzo libro di Vaynerchuk, Jab, Jab, Jab, Right Hook: How to Tell Your Story in a Noisy Social World, per i tipi di Harper Business. Sottolineando le campagne e le strategie più o meno riuscite di tutte le principali piattaforme di social media, il terzo libro di Vaynerchuk mostra le strategie e le tattiche di marketing dei social media da evitare o da adottare. Jab, Jab, Jab, Right-Hook è uscito in vetta alla classifica dei libri di business redatta da The Wall Street Journal e al quarto posto nella classifica dei bestseller per la categoria Hardcover Advice (copertina rigida, consulenza) stilata dal New York Times.

### AskGaryVee: One Entrepreneur's Take on Leadership, Social Media, and Self-Awareness
Il quarto libro di Vaynerchuk è uscito nel marzo 2014, AskGaryVee: One Entrepreneur's Take on Leadership, Social Media, and Self-Awareness, pubblicato da Harper Business, parte di Harper Collins. Basato sulla serie YouTube di Vaynerchuk, #AskGaryVee, il libro raccoglie le migliori domande e risposte dal programma YouTube in un romanzo basato su categorie che comprendono consapevolezza, abilità genitoriali e frenesia imprenditoriale. #AskGaryVee è il quarto libro di Vaynerchuk bestseller nella classifica stilata dal New York Times.

## Riconoscimenti
Di Vaynerchuk ha scritto "The New York Times", The Wall Street Journal, GQ, e Time, ed è apparso nei programmi Late Night with Conan O'Brien e Ellen. Nel 2000, Vaynerchuk è stato descritto come "il primo guru del vino dell’era di YouTube ", "la nuova superstar dell’enologia", e da Rob Newsom, enologo dello stato del Washington, "oltre a Robert Parker, probabilmente il più influente critico enologo negli Stati Uniti ". Nel 2003, la rivista Market Watch ha conferito a Gary Vaynerchuk il riconoscimento Market Watch Leader", che l’ha reso il più giovane personaggio a ricevere il premio. Nel luglio 2009, la rivista Decanter ha classificato Vaynerchuk al 40º posto nella "The Power List", la classifica dei personaggi influenti nel settore enologico, citandolo come "rappresentante del potere del blogging".
Nel 2011, The Wall Street Journal ha nominato Vaynerchuk per il suo elenco di Small Business Big Shots di Twitter e Business Week di Bloomberg l’ha nominato per la sua classifica di 20 People Every Entrepreneur Should Follow. Nel 2013, Inc. magazine ha dedicato a Vaynerchuk la copertina del numero di novembre 2013 in un articolo su "How to Master the 4 Big Social-Media Platforms.”
Nel 2014, è stato nominato per l’inclusione nella classifica di Fortune 40 Under 40 e scelto per la giuria della gara di Miss America. Nel 2015, New York Business di Crain l’ha nominato per l’inclusione nella classifica 40 Under 40 e nella classifica di Inc. “Top 25 Social Media Keynote Speakers You Need to Know.” Nel 2016 Vaynerchuk ha partecipato alla giuria di Genius Awards.